# Johann Christian Daniel von Schreber
Pour les articles homonymes, voir Schreber.
Johann Christian Daniel von Schreber (17 janvier 1739, Weissensee en duché de Saxe-Weissenfels – 10 décembre 1810, Erlangen) est un botaniste, un mycologue et un zoologiste saxon, élève de Carl von Linné (1707-1778).

## Biographie
Il suit des études de médecine, d'histoire naturelle et de théologie dans les universités de Halle et d'Uppsala. Il obtient son titre de docteur en 1760 et exerce la médecine à Bützow dans le duché de Mecklembourg-Schwerin et enseigne à l'université (de) de la ville dès l'année suivante. En 1770, il enseigne la médecine et la botanique à Erlangen et devient directeur du jardin botanique de la ville en 1773. En 1776, il obtient la chaire d'histoire naturelle.
Il est fait membre de l'Académie royale des sciences de Suède en 1787 et de la Royal Society le 16 avril 1795.

## Œuvre
Il commence la parution en 1774 de Die Säugethiere in Abbildungen nach der Natur mit Beschreibungen qui décrit les mammifères du monde entier. De nombreuses espèces sont décrites pour la première fois avec leurs noms binominaux, suivant le système linnéen. Les illustrations, somptueuses, demeurent cependant un peu naïves et n'ont pas la précision d'autres ouvrages de la même époque.
Son très important herbier est acquis par Maximilien Ier, roi de Bavière, en 1813. Il sert de base à la Collection d'État botanique de Munich (de) fondé cette année-là.

## Hommages
Son nom a été dédié à diverses espèces :
- Arum schreberi, l'arum de Schreber ;
- Muhlenbergia schreberi (en) ;
- Potamogeton schreberi (sv), le potamot de Schreber ;
- Rumex schreberi (sv).

## Liste partielle de publications
- Beschreibung der Gräser (1.1769 - 3.1810)
- Lithographia Halensis (1758)
- Die Säugetiere in Abbildungen nach der Natur mit Beschreibungen (1.1774 - 64.1804)
- Theses medicae (1761)